# Sphacelodes fusilineata
Sphacelodes fusilineata är en fjärilsart som beskrevs av Walker 1860. Sphacelodes fusilineata ingår i släktet Sphacelodes och familjen mätare. Inga underarter finns listade i Catalogue of Life.